# Boniowice

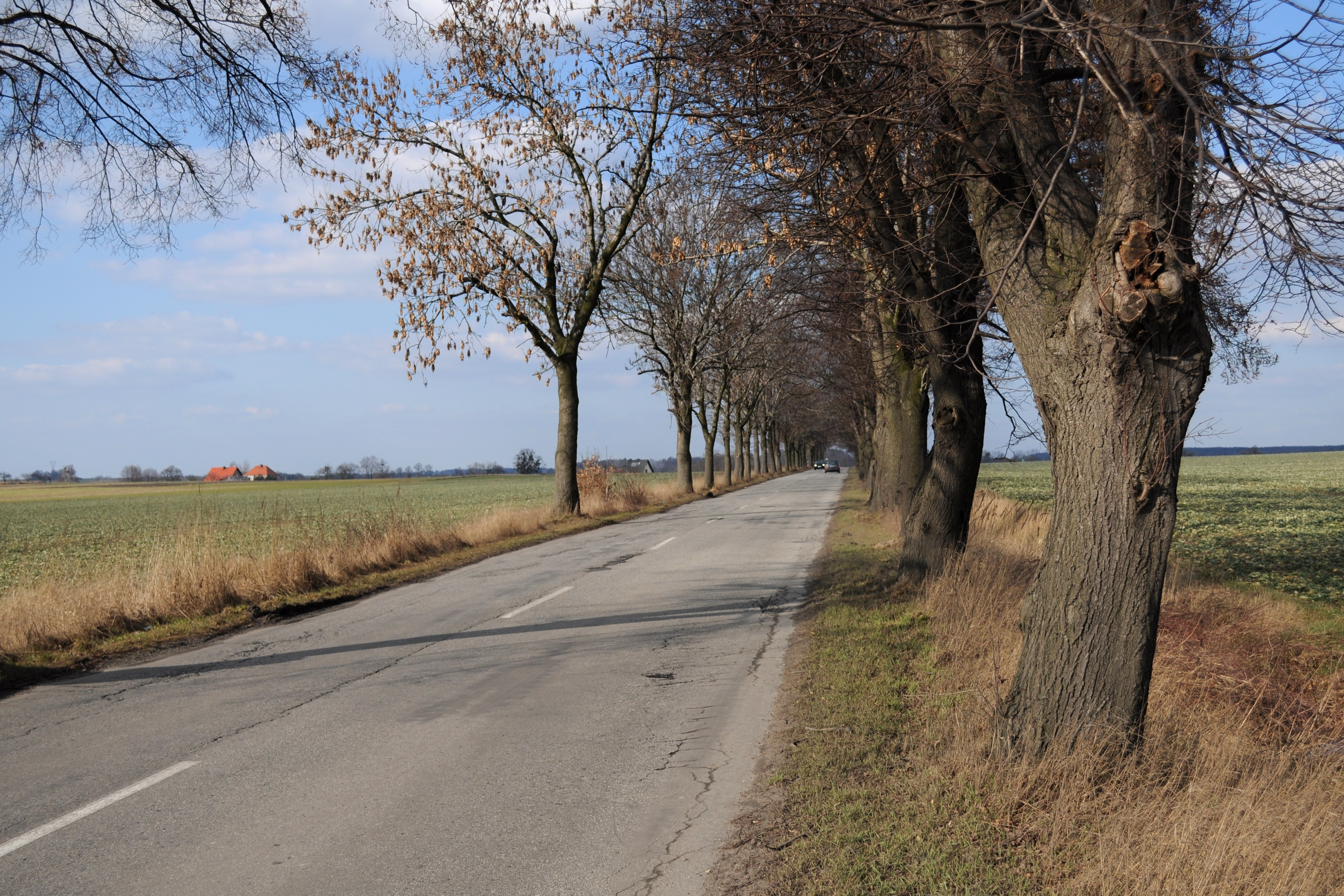
Allee bei Boniowice

Boniowice (deutsch Boniowitz, 1936–1945 Wohlingen) ist eine Ortschaft in Oberschlesien. Sie liegt in der Landgemeinde Zbrosławice (Broslawitz) im Powiat Tarnogórski (Kreis Tarnowitz) in der Woiwodschaft Schlesien.

## Geografie
Boniowice liegt vier Kilometer südwestlich vom Gemeindesitz Zbrosławice, 13 Kilometer südwestlich von der Kreisstadt Tarnowskie Góry (Tarnowitz) und 27 Kilometer nordwestlich von der Woiwodschaftshauptstadt Katowice (Kattowitz).

## Geschichte
Der Ort entstand im 13. Jahrhundert und wurde 1295–1305 im Liber fundationis episcopatus Vratislaviensis (Zehntregister des Bistums Breslau) erstmals urkundlich als „Benewitz“ erwähnt.
Der Ort wurde 1783 im Buch Beytrage zur Beschreibung von Schlesien als Boiniowitz erwähnt und hatte ein Vorwerk, acht Bauern und 43 Einwohner. Er gehörte Karl von Strachwitz. 1818 wurde der Ort als Boeniowitz erwähnt. 1865 bestand Boniowitz aus einem Rittergut und einem Dorf. Zum Rittergut gehörte ein Vorwerk. Das Dorf hatte acht Ackerbauernhöfe, vier Auszugshäuser und einen Kretscham (Gaststätte). Ferner waren die Bewohner nach Karchowitz eingepfarrt und eingeschult.
Bei der Volksabstimmung in Oberschlesien am 20. März 1921 stimmten 27 Wahlberechtigte für einen Verbleib bei Deutschland und 41 für Polen. Boniowitz verblieb beim Deutschen Reich. 1936 wurde der Ort in Wohlingen umbenannt. Bis 1945 befand sich der Ort im Landkreis Tost-Gleiwitz.
1945 kam der bisher deutsche Ort unter polnische Verwaltung und wurde in Boniowice umbenannt und der Woiwodschaft Schlesien angeschlossen. 1950 kam der Ort zur Woiwodschaft Kattowitz. 1999 kam der Ort zum wiedergegründeten Powiat Tarnogórski und zur neuen Woiwodschaft Schlesien.

## Wappen
Das Wappen bzw. Siegel zeigt einen Baum.